# Yass (musique)
Pour les articles homonymes, voir Yass.
Le yass (polonais : jass) est un genre musical polonais d'avant-garde jazz ayant émergé à la fin des années 1980, qui mélange le jazz, la musique improvisée, le punk rock et le folk. Le style est né avec des musiciens d'avant-garde jazz de Tricity et de Bydgoszcz, où le club de jazz Mózg devient le « lieu de résidence » officieux des artistes de yass, avec son propre label qui a publié un certain nombre de productions de yass.

## Histoire
Le terme « yass » est inventé par le bassiste et guitariste Tymon Tymański, le clarinettiste Mazzoll et le guitariste Tomasz Gwinciński, qui voulaient souligner la nouveauté de ce nouveau style. Le premier album de Yass est généralement considéré comme Tańce bydgoskie de Trytony.
Bien qu'elle croise souvent les genres, le yass peut être décrit de manière générale comme un style de jazz souvent arythmique et hautement improvisé. La période la plus déterminante pour le yass se situe dans les années 1990, avec de nombreux groupes actifs qui se produisent et publient des albums, notamment Miłość, Łoskot, Trytony, et Mazzoll and Arhythmic Perfection. Un bon aperçu de la scène yass existe sur la compilation Cały ten Yass! publié par le magazine Jazz Forum peu après l'apogée du genre. 